# Begonia inversa
Espèce
Synonymes
- Begonia inversa f. nana Irmsch.[2]

Begonia inversa est une espèce de plantes de la famille des Begoniaceae.
L'espèce fait partie de la section Jackia.
Elle a été décrite en 1953 et publiée en 1954 par Edgar Irmscher (1887-1968).
En 2018, l'espèce a été assignée à une nouvelle section Jackia, au lieu de la section Diploclinium.

## Répartition géographique
Cette espèce est originaire du pays suivant : Indonésie.

## Liste des variétés
Selon Tropicos (7 février 2017) :
- variété Begonia inversa var. inversa